# Andreas Wecker
Andreas Wecker (* 2. Januar 1970 in Staßfurt) ist ein ehemaliger deutscher Kunstturner. Sein Spezialgerät war das Reck.
Bereits bei den Olympischen Spielen 1988 in Seoul errang Wecker mit der DDR-Riege die Silbermedaille im Mannschafts-Mehrkampf, wofür er mit dem Vaterländischen Verdienstorden in Silber ausgezeichnet wurde. Bei den Olympischen Spielen 1992 in Barcelona gewann er Silber am Reck und jeweils Bronze am Seitpferd und den Ringen. Sein größter sportlicher Erfolg war die Goldmedaille bei den Olympischen Spielen 1996 in Atlanta am Reck.
Für seine sportlichen Erfolge wurde er bereits am 23. Juni 1993 mit dem Silbernen Lorbeerblatt ausgezeichnet.
Wecker, der für seine Temperamentsausbrüche bekannt war, wurde am Reck Weltmeister 1995, Europameister 1989 und 1992 sowie Jugendeuropameister 1988. Er gewann zwischen 1989 und 1995 insgesamt 14 weitere Medaillen an verschiedenen Geräten und mit der Mannschaft.
Bei deutschen Meisterschaften des DTB und des DTV errang er mehr als 40 Titel im Mehrkampf und an den verschiedenen Geräten. 1989 war Wecker der letzte DDR-Sportler des Jahres. Bis 1999 wurde er von Lutz Landgraf als Trainer betreut, unter dem er seine größten Erfolge feierte, mit dem er aber auch immer wieder in Streit geriet.
Lange nach dem Ende seiner aktiven Sportkarriere gab Wecker im Jahr 2020 an, dass er in der DDR das Dopingmittel Turinabol erhalten hatte. Allerdings habe er es nicht eingenommen, sondern weiterverkauft.
Nach dem Ende seiner aktiven Laufbahn im Jahr 2000 gründete Wecker ein Unternehmen, das turnerische Events veranstaltet. Durch einen Scheidungskrieg, Unterhaltsstreitigkeiten für seine erste Tochter, Überschuldung, Umgang mit dubiosen Esoterikern und Selbstmordgedanken geriet Wecker in den Folgejahren wiederholt in die Schlagzeilen.
2006 erkrankte Wecker an Morbus Crohn, wovon er nach eigenen Angaben seit 2013 vollständig genesen ist. Seit 2008 leitet er in Bend im US-Bundesstaat Oregon ein Unternehmen, das Pflanzenkeimöle herstellt. Um Geld für sein Unternehmen aufzutreiben, verkaufte er unter anderem seine Medaillen.
Wecker ist Christ, in zweiter Ehe verheiratet und hat je eine Tochter aus erster und aus zweiter Ehe.